# 海因里希·费利斯

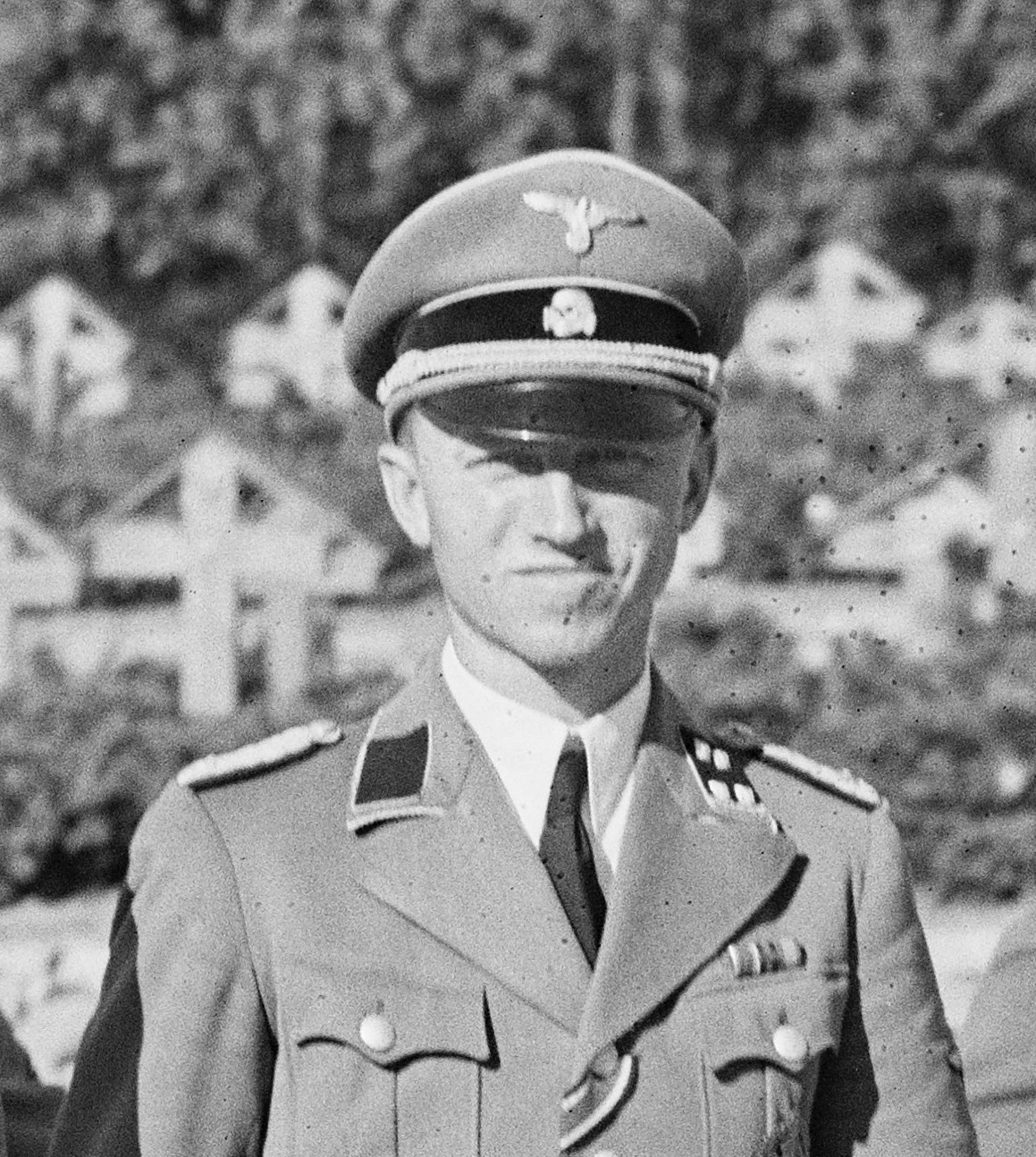
海因里希·费利斯

海因里希·费利斯（Heinrich Fehlis，1906年11月1日—1945年5月11日）是一位纳粹德国党卫队军官。他曾在德占挪威担任安全警察和黨衛隊保安處的指挥官。
德国于1945年5月8日簽署德國無條件投降書，第二次世界大戰歐洲戰場結束，费利斯和其他党卫队官员曾试图躲避挪威抵抗组织的抓捕。在被知情人举报后，他被包圍，他只好先服毒，之后再开枪自杀。 